# Paso de Chilkoot
El paso de Chilkoot es un paso de alta montaña situado a 1146 m s. n. m. que atraviesa las Cordilleras Fronterizas de las Montañas Costeras en el estado estadounidense de Alaska y la Columbia Británica (Canadá). Es el punto más alto a lo largo del sendero Chilkoot que va desde Dyea (Alaska) hasta el lago Bennett, en la Columbia Británica.
Durante la fiebre del oro de Klondike a finales del siglo XIX, fue usado por buscadores y comerciantes que lo utilizaron para atravesar las montañas. Durante la fiebre del oro se construyeron y operaron brevemente en el paso tres teleféricos y varios montacargas de superficie. Cuando se construyó el Ferrocarril White Pass y Yukon, en el vecino paso White, la ruta del paso de Chilkoot cayó en desuso entre los buscadores de oro.
El paso y el sendero son administrados por los servicios de parques nacionales de los EE. UU. y Canadá. En el lado de la Columbia Británica se gestiona como Sitio Histórico Nacional Chilkoot Trail, mientras que en el lado de Alaska forma parte del Parque Histórico Nacional Klondike Gold Rush. En el verano de 1998 ambos se unieron para formar el  Parque Histórico Internacional de la Fiebre del Oro de Klondike. Los visitantes de hoy en día pueden recorrer los 53 km del sendero tras registrarse y pagar una tarifa.

## Toponimia
El nombre Chilkoot proviene de una deformación del nombre de los indios Chilkat, pertenecientes a la nación Tlingit. También dieron su nombre al río Chilkat. El sendero Chilkoot era la ruta utilizada por los tlingit para comerciar telas al norte con los nahanis a lo largo del río Yukón, y más tarde para comerciar con el personal de la Compañía de la Bahía de Hudson.

## Topografía

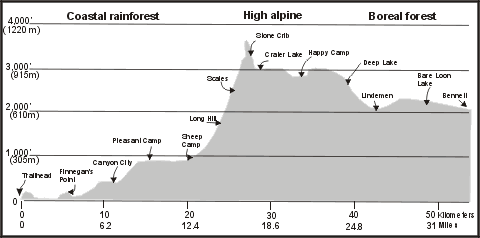
Perfil topográfico del Chikoot Trail que da acceso al paso de montaña.

El paso de Chilkoot está a 12 kilómetros al oeste de Skagway y a 53 kilómetros del lago Bennett. El sendero Chilkoot Trail que da acceso al paso de montaña es un camino muy empinado. Su punto más alto se eleva 1067 metros sobre el nivel del mar. Sin embargo la pendiente solo es pronunciada durante el último kilómetro, la elevación aumenta en 300 metros durante los últimos 800 metros (es decir, una pendiente del 37,5 %).

## Antecedentes

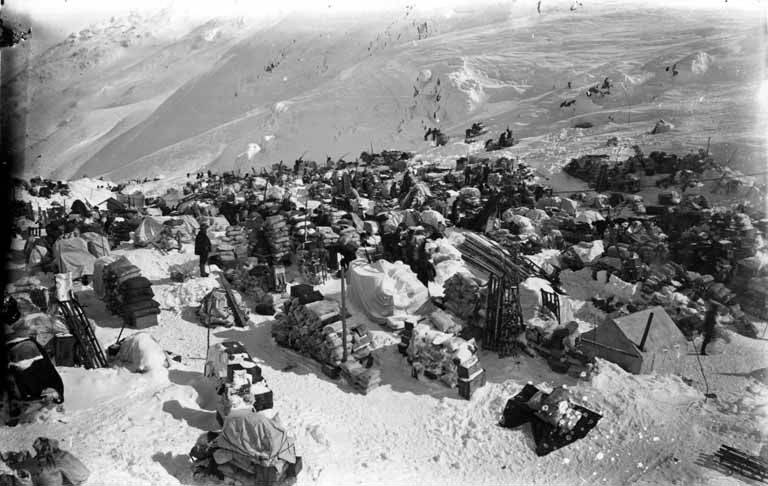
Montones de vituallas en la cima del paso de Chilkoot, circa 1898.)

La fiebre del oro de Klondike había comenzado el 16 de agosto de 1896 en Bonanza Creek. Esta localidad estaba ubicado cerca de Dawson City, a 80 km al este de la frontera con Alaska. El sendero de Chilkoot se extendía entre 45 y 53 desde el nivel del mar en Dyea, en Alaska, hasta el lago Bennett, en la Columbia Británica. El paso de Chilkoot fue un hito importante que los buscadores de oro debían superar para llegar al Klondike. Los viajeros fueron llamados stampeders y algunos habían buscado ya antes las riquezas de la fiebre del oro de 1889 en Alaska.
Para poder acceder al Klondike y participar en la fiebre del oro, los funcionarios canadienses exigieron que los stampeders llevaran consigo una tonelada de mercancías para tratar de asegurarse de que estuvieran preparados para sobrevivir en esas tierras tan hostiles. Estas se dividían en víveres para un año, que era la mitad del peso, así como otras 1000 libras (453,6 kg) de equipamiento. Los suministros y las necesidades de alimentos se dividieron en dos listas. Las prendas de vestir incluían: una manta impermeable, 6 pares de calcetines de lana, 2 sobrecamisas de franela y un botiquín. La lista continuaba con la ropa esencial necesaria. Algunos de los suministros requeridos incluían: copos de avena, harina, sal y tocino. El peso variaba de 10 a 180 kilográmos según el producto. Esta lista se tomó muy en serio, ya que rara vez había un viaje de regreso después de llegar al Klondike.
Aún hoy en día los funcionarios del parque requieren que los senderistas estén preparados para hacer caminatas en esta zona. No obstante en 1995 la lista de requerimientos para moverse por el parque era muy diferente ya que las tecnologías permiten una lista de suministros mucho más pequeña.
Debido al tamaño exigido, ningún viajero podía llevar sus suministros a través del paso de una vez, por lo que debía de hacer varios viajes para transportar todos los bienes necesarios al destino. Muy a menudo los suministros debían acarrearse a mano en paquetes de 20 a 30 kg de peso, ya que los pasos resultaban ser demasiado estrechos para los carros o los animales de tiro. El viaje era lento y lo que tomaría unas pocas horas en otro entorno menos hostil aquí requería días para completarse. Se estima que por cada milla que trasladaban los suministros, los viajeros tenían que caminar 80 millas para llegar allí.
Solo los stampeders más ricos podían permitirse contratar mano de obra para transportar sus suministros, pero la mayoría de los comunes tenían que llevar los suyos propios. Los porteadores profesionales de la época consistían principalmente en nativos de Alaska y personas de las Primeras Naciones (indios), que cobraban 1 centavo por libra que transportaban. Como era una servicio altamente demandado, estos cambiaban de cliente rápidamente si había algún indicio de que alguien pudiera ofrecer más dinero. Las tarifas de acarreo cobradas por los porteadores profesionales estaban sujetas a alteraciones a medida que cambiaba el clima. Las condiciones del terreno podrían dificultar mucho el transporte, y situaciones con mucho barro eran más difíciles de atravesar en comparación con el suelo helado y cubierto de nieve.

## El paso

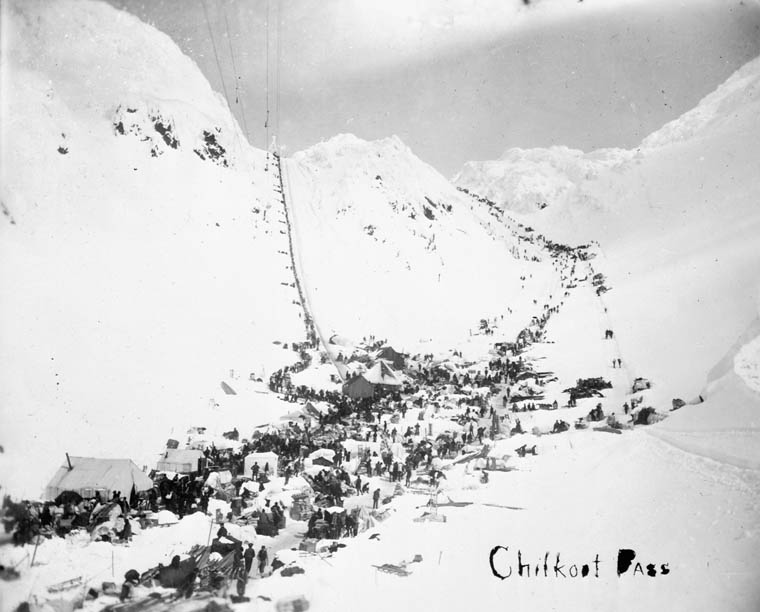
The Golden Stairs (izquierda), Paso Peterson (derecha) y Scales (abajo)

El sendero Chilkoot ascendía 270 metros desde la base del paso de Chilkoot a una zona llamada Scales (lit. básculas en español, 59°41′21.03″N 135°14′49.88″O / 59.6891750, -135.2471889). Esta era una zona áspera llena de rocas y recibió su nombre porque era el último lugar donde los viajeros podían volver a pesar sus mochilas y hacer ajustes en sus pagos. Scales también se usó como un lugar donde los viajeros podían almacenar sus provisiones y suministros mientras iban a los niveles inferiores para obtener el resto, antes de continuar su viaje por el paso de montaña. Después de Scales el terreno se elevaba unos 150-180 metros sobre una distancia de aproximadamente 800 metros . El sendero estaba cubierto de grandes losas de roca afiladas, lo que hacía que la base fuera traicionera y a menudo inducía a gatear durante los meses de verano.
Durante el invierno varios trabajadores cortaban el hielo en 1500 escalones que llegaron a ser conocidos como The Golden Stairs (lit. Las Escaleras Doradas en español). Los escalones eran demasiado angostos para que más de una persona los subiera a la vez, por lo que la caminata de ascensión se limitó a una sola fila montaña arriba, como se ven en las fotografías. Los trabajadores que habían tallado escalones en el hielo del paso de Chilkoot también cobraban a los viajeros que subieran la montaña, ya que estos tenían que usar sus escaleras.

### Teleférico

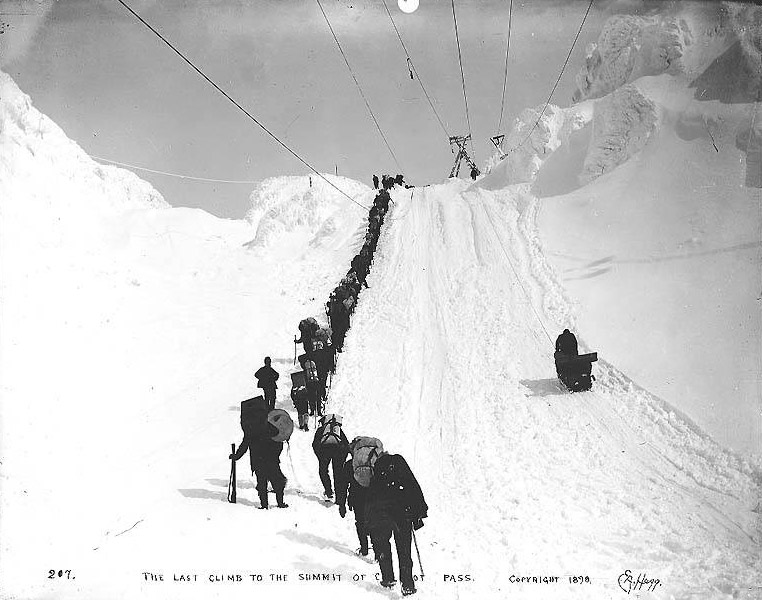
Última caminata a la cumbre (1898). Obsérvese a la derecha el telearrastre que permitía remontar los últimos 180 metros de ascensión previo pago.

Para facilitar el tránsito se tendieron cuerdas a lo largo del sendero que ayudaban a los viajeros a mantener el equilibrio y continuar ascendiendo las resbaladizas pendientes. En 1897 se construyó un teleférico para que los viajeros adinerados pudieran aliviar sus últimos 180 metros de subida el paso. El remonte funcionaba con dos caballos y costaba centavo y medio por libra (3,3 kg). Los historiadores han estimado que el promotor del teleférico ganaba 150 dólares por día tras su construcción. Al otro lado del paso estaba el lago Esmeralda. Para bajar la montaña los viajeros se enfrentaban a un descenso de 400 metros sobre la distancia horizontal de aproximadamente 14 km. El collado de la montaña y el camino descendente a menudo estaban llenos de nieve durante todo el año, lo que dificultaba el tránsito.

### Entorno

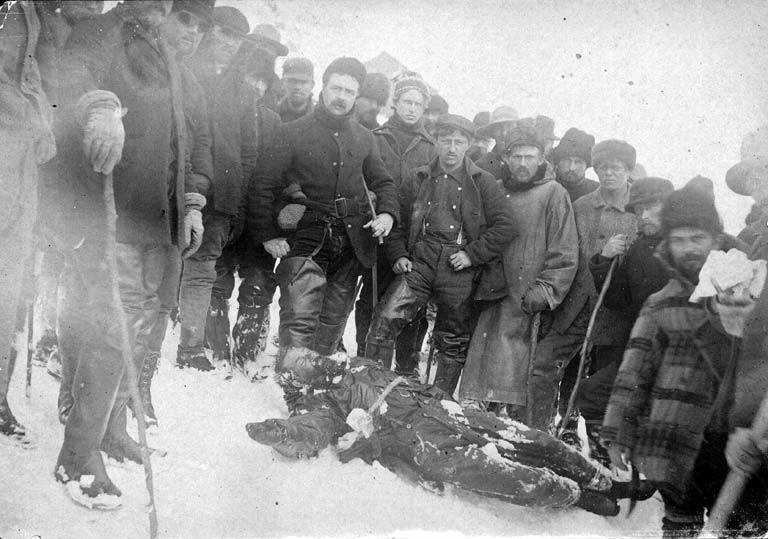
Multitud rodeando el cuerpo congelado de un hombre muerto por una avalancha en el paso de Chilkoot, el 3 de abril de 1898.

Había un alto riesgo de avalanchas a lo largo del paso de Chilkoot ya que las tormentas de nieve eran frecuentes y esta podía acumularse y colapsar, descendiendo rápidamente desde la cima. La nieve húmeda y pesada de las avalanchas podía matar de 50 a 100 hombres a la vez. Aun así, los viajeros persistieron en utilizar este paso a pesar del alto riesgo que suponía, porque era la ruta menos costosa así como la más corta para transportar sus suministros.
El clima a través del paso era impredecible y la visibilidad podía disminuir a unos pocos metros. Los viajeros se empapaban de lluvia y sudor por el esfuerzo físico, a lo que había que añadir que el reflejo del sol contra la nieve podía quemarles la piel y casi cegarlos. El precio de las provisiones tuvo una caída importante, ya que muchos hombres que habían utilizando la ruta alternativa del paso White (48°1′59.56″N 121°8′54.78″O / 48.0332111, -121.1485500), tuvieron que regresar al echárseles el invierno encima y vender sus acopios a cualquiera. Por otro lado, el precio de los caballos aumentó a aproximadamente 200 dólares por animal al comienzo del viaje.

## Policía Montada del Noroeste

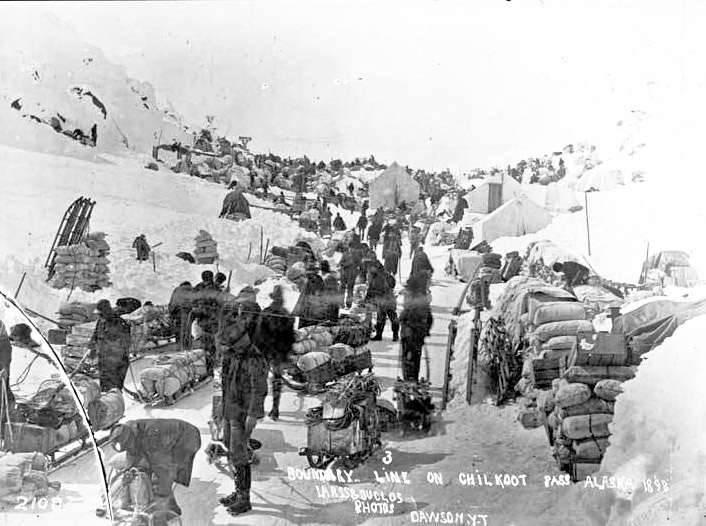
Cruce fronterizo en la parte superior del paso del Chilkoot (1898)

Tanto al paso de  Chilkoot como en el paso White, se asignó a miembros de la Policía Montada del Noroeste (NWMP) para cobrar los derechos de aduana sobre los suministros importados a Canadá. Estos oficiales también tenían la labor de proteger dichos suministros. Como se indicó anteriormente, cuando los stampeders viajaban por el paso de Chilkoot, tenían que dejar algunas de sus provisiones en cada extremo del paso durante el viaje, ya que no podían transportarlas todas a la vez. Para proteger esta provisiones un gran destacamento de la Policía Montada del Noroeste estaba estacionado allí para garantizar que las mercancías eran recogidas por su propietario. La policía también se aseguró de que se cumpliera la norma de una tonelada de mercancías por persona.

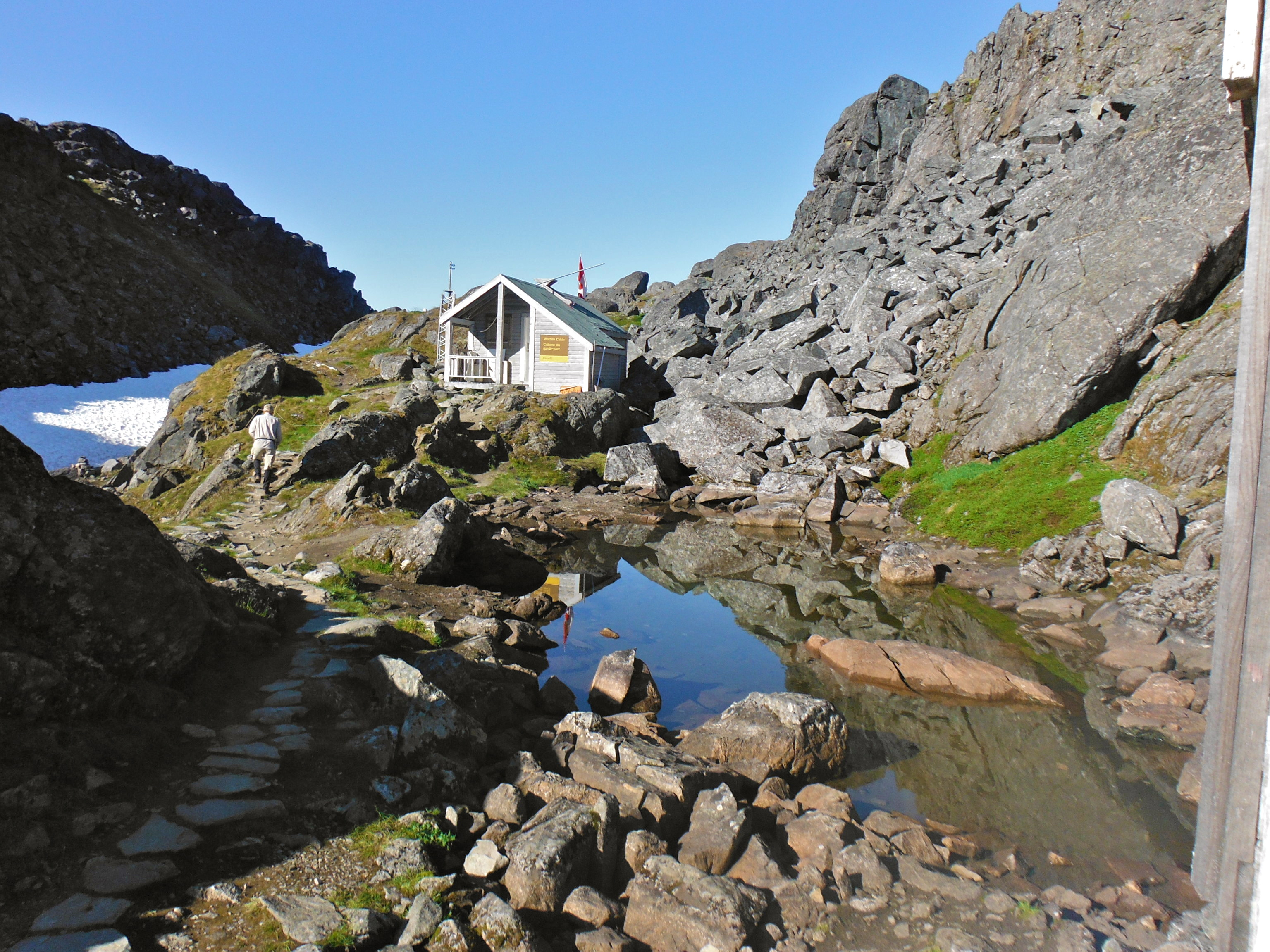
Cabaña de la Policía Montada situada junto al sendero, en lo alto del paso, ya en territorio canadiense (agosto de 2013). Actualmente no es un punto de entrada oficial al país.

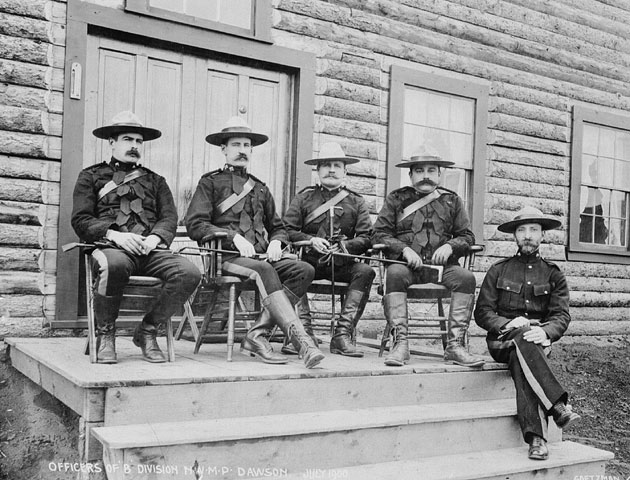
Oficiales de la Policía Montada del Noroeste (NWMP) de la División B en Dawson City (julio de 1900). Una vez superado el paso del Chilkoot, los mineros construían una embarcación en el lago Bennett, donde nace el Yukón, y navegaban más de 600 km a lo largo del río hasta Dawson City.

Surgieron tensiones entre la NWMP y las autoridades estadounidenses relacionadas con disputas sobre dónde se ubicaban las fronteras internacionales. Después de varias disputas entre los gobiernos, decidieron mantener el límite internacional en los pasos de Chilkoot y White. La NWMP ya había construido aduanas en ambos pasos antes de que se resolviera la disputa. Canadá también usó su milicia, llamada Yukon Field Force, para ayudar a la NWMP a escoltar a los prisioneros y proteger los envíos de oro. La NWMP también reguló el comercio de whisky a lo largo de los senderos.
La policía quiso construir aduanas de entrada en las cumbres de los pasos de Chilkoot y White. El motivo era asegurar la frontera entre Canadá y los Estados Unidos en estos puntos. El esfuerzo costó una pequeña fortuna, ya que hubo que llevar la madera por tranvía aéreo y sobornar a los portadores molestos por ello. Se quería evitar cualquier retraso en construir una cabaña en la cumbre del paso de Chilkoot. Pero la cabaña no estaba bien construida y los fuertes vientos del paso acumulaban la nieve sobre ella. A medida que esta se derretía el interior se mojaba y se formaba moho, las condiciones de vida eran tan malas que las mantas y la ropa de cama no llegaba a secarse nunca. El cobro de derechos de aduana en la cumbre del paso de Chilkoot comenzó el 26 de febrero de 1898.

## Mujeres en los senderos

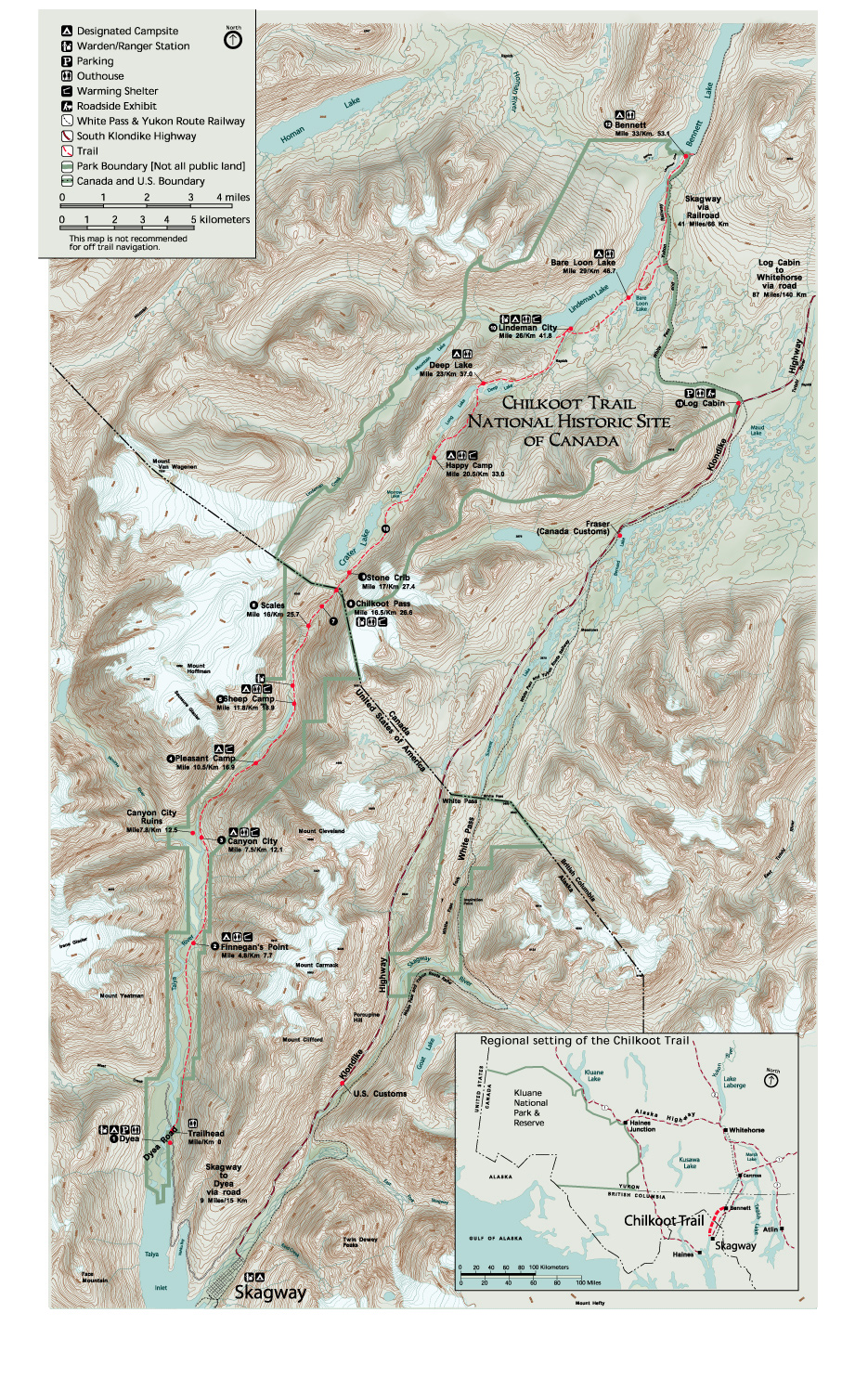
Mapa con el recorrido del sendero de Chilkoot en colo rojo. Se puede observar el paso en la frontera entre EE. UU. y Canadá.

Con la llegada de los rumores de algunos éxitos en la búsqueda de oro, tanto hombres como mujeres vieron la fiebre del oro como una oportunidad para hacer fortuna y salir de la pobreza. Teniendo como referencia las listas de pasajeros de los barcos de vapor, los historiadores estiman que aproximadamente 1500 mujeres hicieron la caminata a través de los senderos de Chilkoot y White. Esto representó el 7% de todos los viajeros entre diciembre de 1898 y septiembre de 1900. Al comienzo de la estampida de la fiebre del oro solo participaron unos pocos cientos de mujeres no nativas. Algunas de estas mujeres eran esposas de los stampeders, mientras que otras habían viajado para obtener empleo como oficinistas, maestras, cocineras, enfermeras o prostitutas. Se reseño que Camp Lindeman, en la orilla del lago Lindeman, tenía una doctora.
La indumentaria femenina de la época dificultaba aún más el paso por los senderos y los pasos. Las faldas largas y amplias no eran adecuadas para ningún trabajo físico y, a menudo, se confeccionaban de tal manera que las hacían muy pesadas y engorrosas de llevar. Tener que usar corsés y enaguas limitó aún más la movilidad de las mujeres. Los cuellos altos requerían que las féminas mantuvieran la cabeza en alto y, según el atuendo, inclinaran la cabeza hacia atrás. Durante este período se había formado un movimiento de mujeres que impulsaban una mayor libertad en su forma de vestir. Los rigores del camino hicieron que muchas de ellas abandonaran la ropa convencional y comenzaran a usar bombachos o bragas. Estos pantalones largos y completos estaban recogidos en el tobillo o justo debajo de las rodillas. Las mujeres acortaban sus faldas sobre los bombachos, generalmente hasta la rodilla. Esto fue considerado controvertido por muchos hombres, pero era considerado más aceptable que el hecho de que la mujer no usase falda. Algunas de las mujeres que viajaron al Klondike habían dejado atrás a sus hijos, ya que pocas estaban dispuestas a someter a estos a los peligros de los senderos y pasos.

## La ruta alternativa del paso White
El sendero desde Skagway (Alaska) hasta el paso White y el lago Lindeman era una alternativa, pero estaba sujeto a forajidos. Soapy Smith y su banda, con centro en la ciudad portuaria de Skagway situada al comienzo del paso, eran ladrones, asesinos y embaucadores: era común que si no podían estafar a alguien con sus pertenencias o dinero le robaban los objetos de valor, matando a los que se interponían en su camino. 
El paso White era más angosto y difícil de transitar en los primeros años de los stampeders. Aunque era demasiado estrecho para los carros, se utilizaba como camino de herradura, usando caballos. Muchos tenían poca o ninguna experiencia trabajando con animales y conducían los animales hasta la extenuación. Los hombres  disparaban a los caballos o, si este se caía y no podía levantarse, simplemente retiraban sus herraduras y se iban, dejando que el animal muriera en el barro y la nieve. Esta era un suceso común en el paso White a lo largo de un tramo de este que se denominó Dead Horse Trail. Los hombres volvían de regreso a la costa nuevamente y compraban más caballos para reemplazar a los que morían en el camino.
La mayoría de los caballos que murieron en el sendero del paso White se derrumbaron o murieron en un tramo de 3 kilómetros de pendiente. Para 1897 cerca de 3200 caballos de carga habían muerto en el sendero del paso White y sus cadáveres dejados allí. Debido a la estrechez del camino, los cuerpos de los caballos muertos o que no se podían levantar eran aplastados por otros animales de carga que se abrían paso por el sendero pisando sobre encima de aquellos.

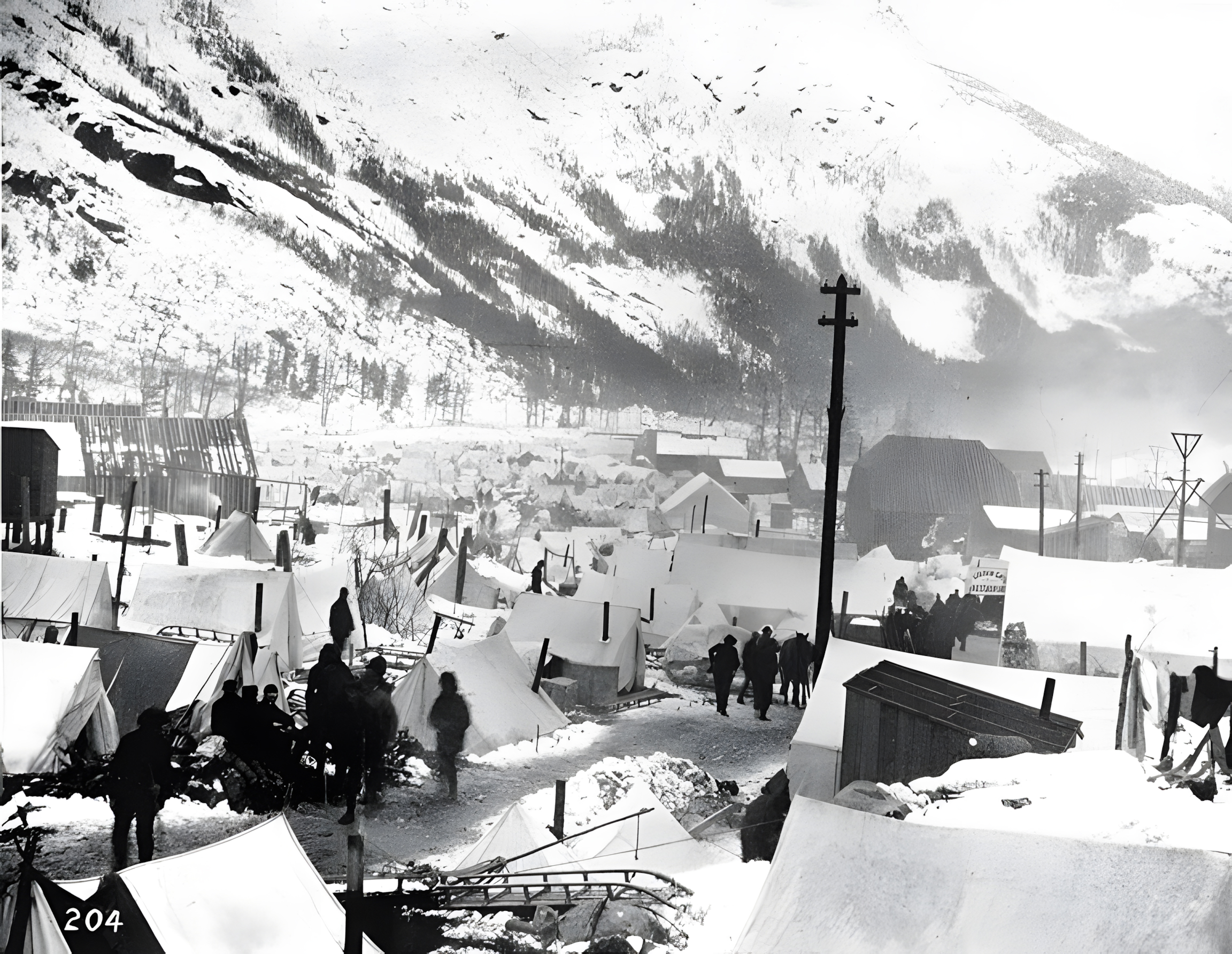
Sheep Camp, en el paso de Chilkoot (abril de 1898).

Cuando los caballos ya no podían trabajar o ya no eran de utilidad en el sendero Chilkoot, se liberaban para no alimentarles. Muchos animales permanecían en la base del paso Chilkoot, en Sheep Camp (59°39′47.19″N 135°15′56.25″O / 59.6631083, -135.2656250). La mayoría de estos enfermaron y murieron de inanición, mientras se tambaleaban por los campamentos tratando de encontrar comida. Los caballos ya no servían y habían perdido su valor.
La desnutrición fue un gran problema para los viajeros en las sendas de los pasos de Chilkoot y White y muchos murieron a causa de ella. A veces, las personas que carecían de víveres comían los cuerpos de los caballos muertos que quedaban en el camino del paso White y, como resultado, enfermaban gravemente. Se llegó a rumorear que un viajero había usado sus botas como fuente de alimento, hirviéndolas y bebiendo el caldo después para poder comer algo. Las enfermedades físicas no era el único problema que afectaba a los viajeros, ya que muchos también se volvían locos por las difíciles condiciones que se padecían a lo largo del camino. Los historiadores han sugerido que el alto índice de problemas mentales relatados fueron causados por la malnutrición de muchos buscadores de oro, sumado a lo que pudo haber sido una mala forma física antes de iniciar el viaje por los senderos. Además, a lo largo del camino el único refugio que tenían contra temperaturas de a veces de -40 °C eran unas finas tiendas de campaña.

## El paso en la cultura popular

### Literatura
Jack London describe el paso en su novela Burning Daylight de 1910, ambientada durante la fiebre del oro de Klondike de la que participó el autor.
En El volcán de oro el paso de Chilkoot es un episodio de la novela del célebre escritor francés Julio Verne.
El paso es también uno de los escenarios del volumen 1 del cómic The Klondike del álbum de Lucky Luke The Golden Stairs.
En su libro de viaje El río de la luz,  el escritor español Javier Reverte describe su travesía por la Alaska mítica y salvaje a través del río Yukon, siguiendo los pasos que realizara Jack London y rememorando las historias de miles de pioneros que se dejaron la vida en la fiebre del oro durante los años 1890. El autor recorre parte del Chilkoot Trail y se detiene a describir el paso de Chilkoot y a personajes e historias que allí sucedieron.

### Cinematografía
En la película La quimera del oro (The Gold Rush), una comedia dramática estadounidense del director Charlie Chaplin estrenada el 26 de junio de 1925, Charlot asciende el citado paso de montaña en una de las escenas iniciales.
La travesía invernal del paso de Chilkoot por parte del joven protagonista es una de las escenas del comienzo de la película estadounidense Colmillo blanco, estrenada en 1991, adaptación de la novela del mismo nombre del escritor Jack London.
La serie de televisión Klondike de 2014 comienza en su primer episodio con una avalancha en este paso.